# إنريكي منديز جونيور
إنريكي منديز جونيور (بالإنجليزية: Enrique Méndez, Jr.)‏ هو عسكري أمريكي، ولد في 15 يوليو 1931 في سان خوان في الولايات المتحدة.